# Corporació Municipal de Kolkata
La Corporació Municipal de Kolkata o Kolkata Municipal Corporation KMC (abans Calcutta Municipal Corporation CMC) és l'entitat encarregada de la infraestructura i administració de la ciutat de Calcuta a l'estat de Bengala Occidental, Índia. La seva jurisdicció s'estén per una àrea de 206.08 km². El director és l'alcalde de la ciutat. Fou establerta el 1876 i està dividida en 15 districtes (borough) subdividits en 144 seccions (wards) dels que cadascun elegeix un conseller. Té com a entitat auxiliat la Kolkata Metropolitan Development Authority (KMDA) responsable de la planificació i desenvolupament de la Kolkata Metropolitan Area (KMA).
Competències:
- Subministrament i tractament de l'aigua
- Clavegueram
- Neteja de carrers
- Tractament de residus
- Manteniment d'edificis i carrers
- Il·luminació
- Manteniment de parcs i zones verdes
- Cementiris i Crematoris
- Registre de naixements i morts
- Conservació de llocs d'interès històric
- Control d'epidèmies
- Escoles públiques municipals